# Алимгулово
Алимгулово (баш. Әлимғол) — деревня в Кугарчинском районе Республики Башкортостан Российской Федерации. Входит в состав Волостновского сельсовета.

## География

### Географическое положение
Расстояние до:
- районного центра (Мраково): 30 км,
- центра сельсовета (Калдарово): 5 км,
- ближайшей ж/д станции (Мелеуз): 30 км.

## Население
| 2002 | 2009 | 2010 |
| ---- | ---- | ---- |
| 107  | ↗119 | ↘103 |

Национальный состав
Согласно переписи 2002 года, преобладающая национальность — башкиры (100 %).